# Adolph von Elm

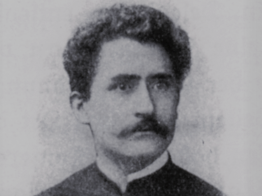
Adolph von Elm

Adolph von Elm

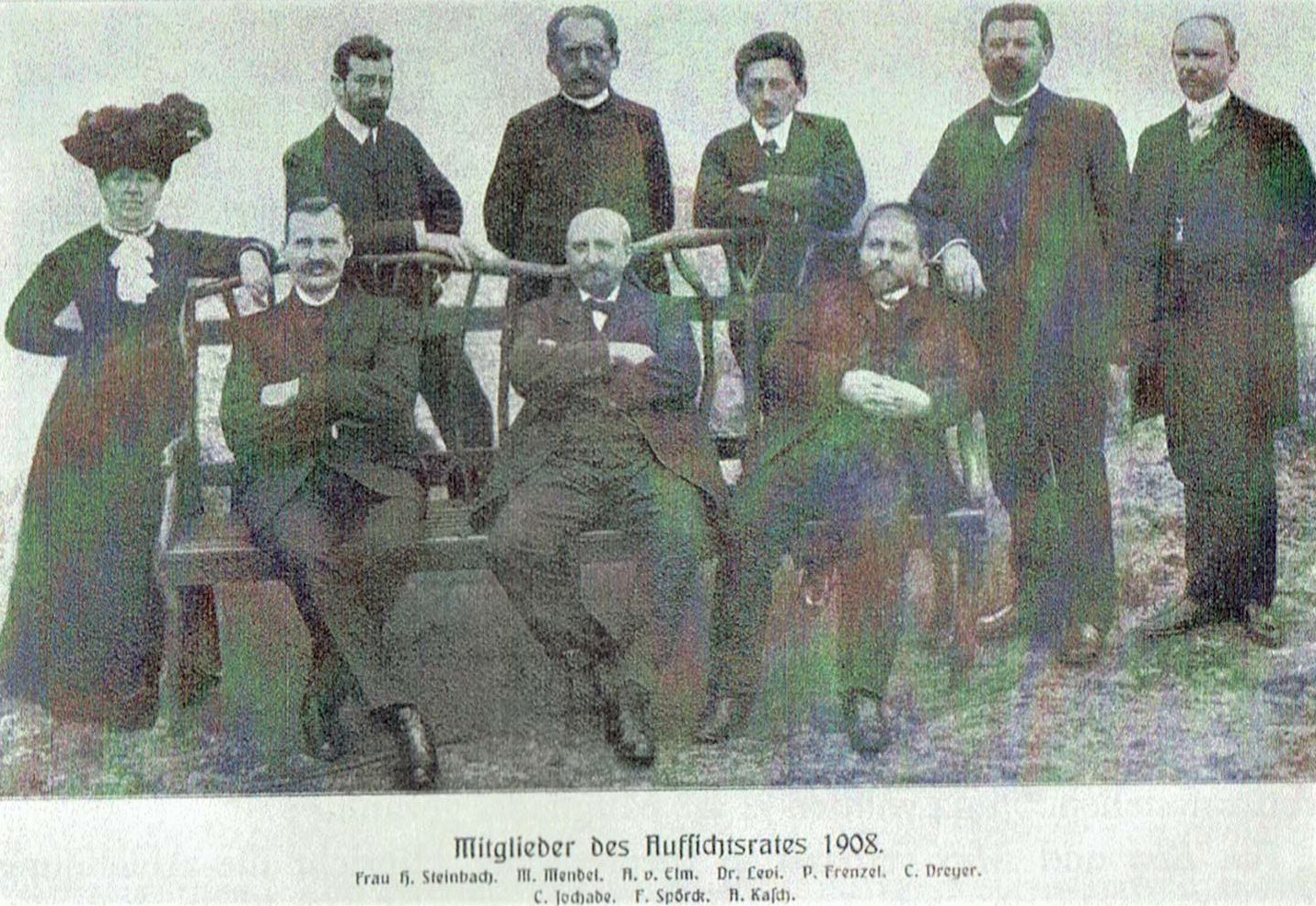
Aufsichtsrat der Produktion von 1908, Mitte Adolph von Elm

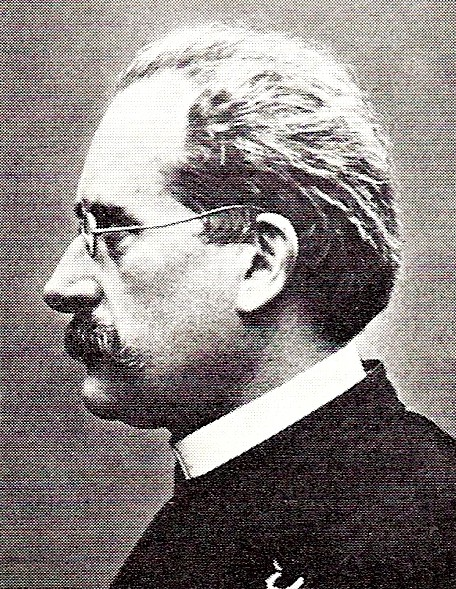
Adolph von Elm

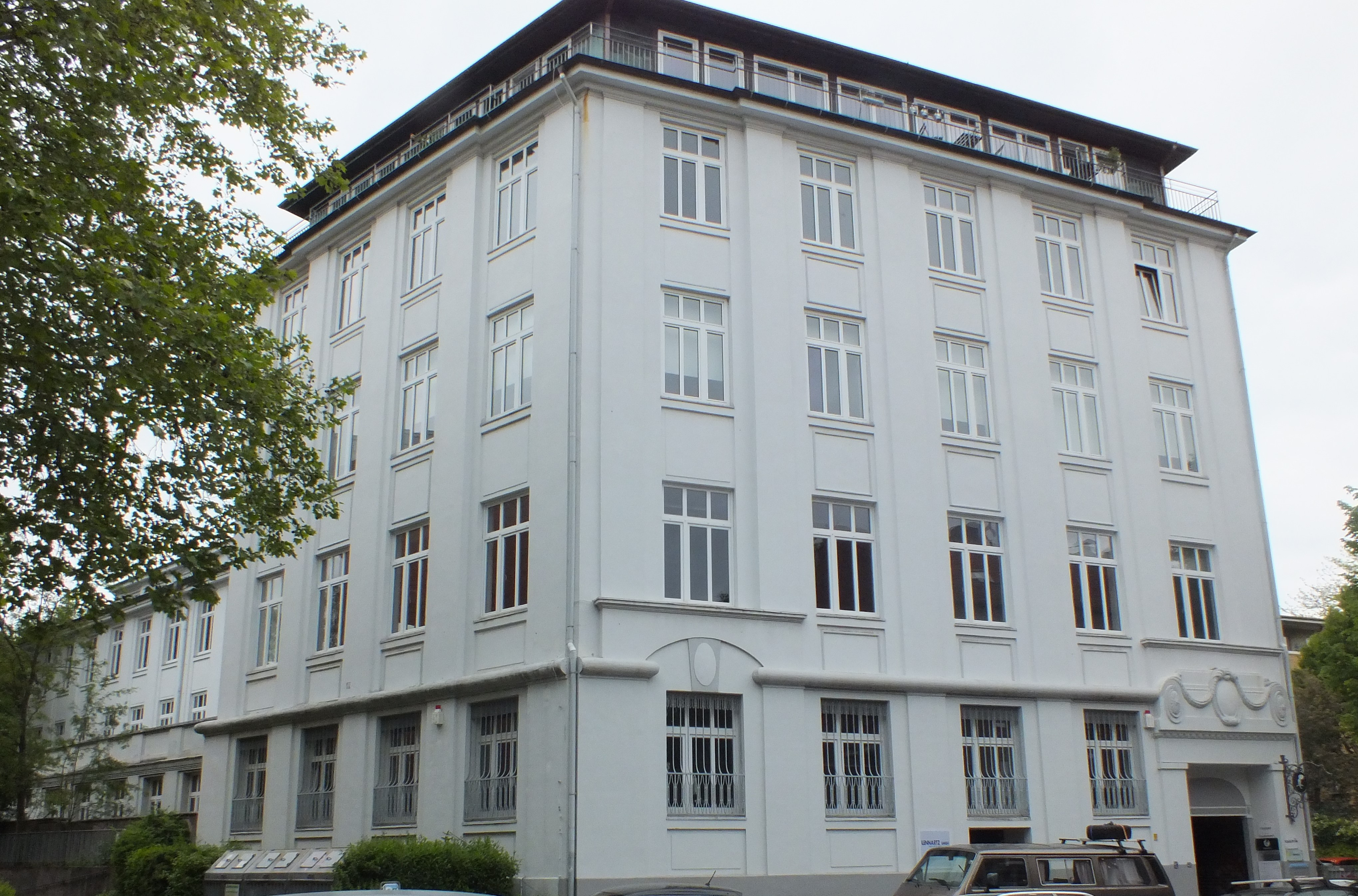
Ehemalige Fabrik der Tabakarbeiter-Genossenschaft in Hamburg Paulinenallee 32. Ab 1891 war von Elm Geschäftsführer

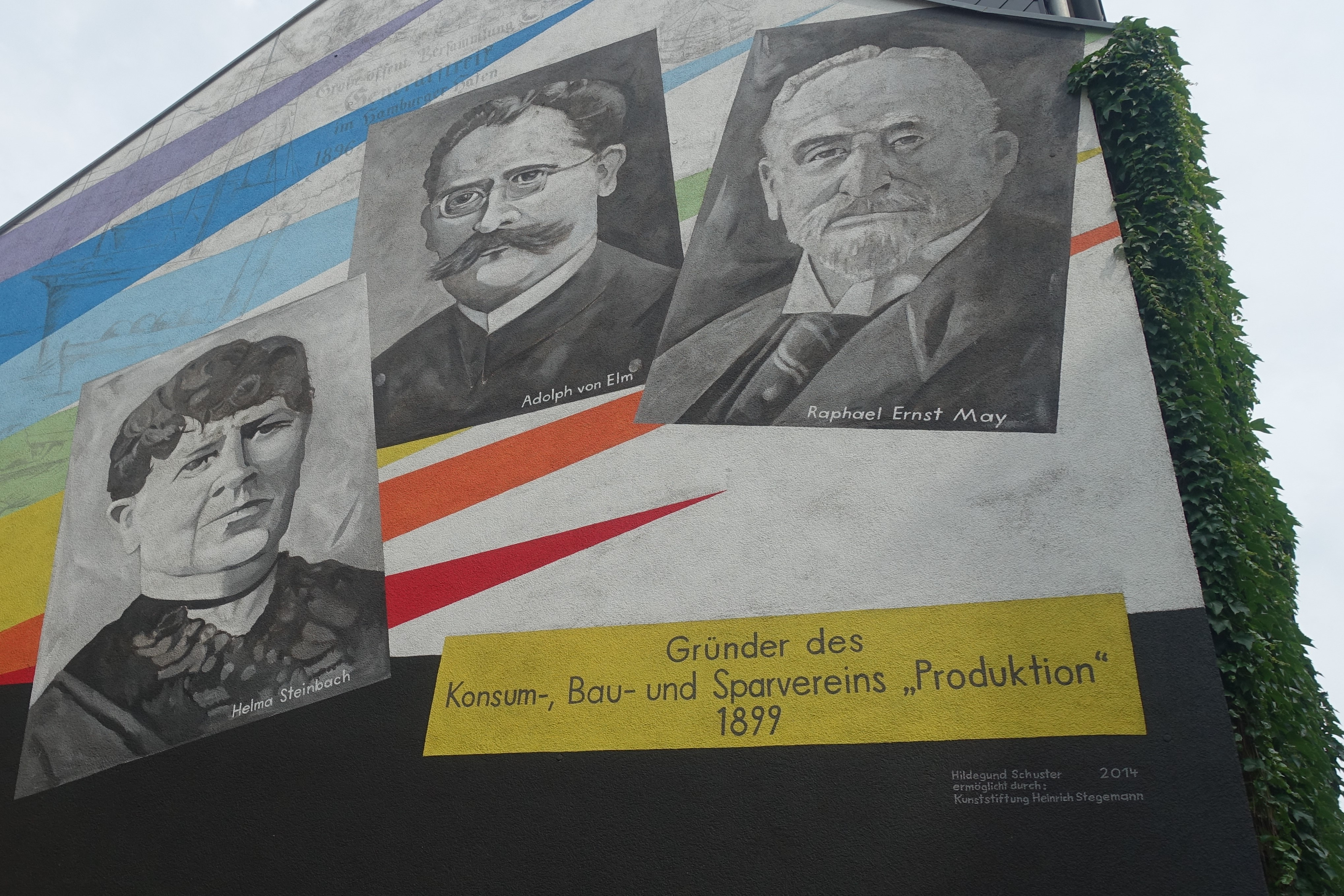
Wandbild in Hamburg-Ottensen – Gründer des Konsum-, Bau- und Sparvereins Produktion 1899: Helma Steinbach, Adolph von Elm und Raphael Ernst May

Adolph Johann von Elm (andere Schreibweise: Adolf von Elm) (* 24. September 1857 in Wandsbek bei Hamburg; † 18. September 1916 in Hamburg) war ein deutscher Tabakarbeiter, Genossenschafter, Gewerkschafter, Sozialdemokrat und ein Gründer der gewerkschaftlich-genossenschaftlichen Versicherungs-Aktiengesellschaft Volksfürsorge und der „Pro“ (Konsum-, Bau- und Sparverein „Produktion“) eGmbH, Hamburg.

## Leben
Der stämmige Hamburger war von Haus aus Zigarrenmacher. Während der polizeilichen Verfolgungen aufgrund des Sozialistengesetzes ging er 1878 nach Amerika. Dort war er u. a. Mitglied des Trade-Council in New York und Mitglied der Exekutive der Sozialistischen Arbeiterpartei in Detroit; 1882 kehrte er wegen einer schweren Erkrankung seiner Mutter nach Hamburg zurück.
Am 10. Juli 1885 wurde der Unterstützungsverein deutscher Cigarrensortierer gegründet. Zum Geschäftsführer wurde Adolph von Elm gewählt. 1891 gründete von Elm eine Produktivgenossenschaft, die Tabakarbeiter-Genossenschaft (TAG), deren Geschäftsführer er war und die eine Fabrik in der Paulinenallee 32 hatten. Mit dem Jahresabschluss 1909 ist die TAG 1910 in der Großeinkaufs-Gesellschaft Deutscher Consumvereine mbH aufgegangen.
1894 wurde er für den 6. schleswig-holsteinischen Wahlkreis (Elmshorn-Pinneberg) als Nachfolger für Hermann Molkenbuhr in den Deutschen Reichstag als Abgeordneter der SPD gewählt. Dem Reichstag gehörte er bis zur vorzeitigen Auflösung und Neuwahl im Jahr 1907 an.
Adolph von Elm war 1898 Initiator zur Gründung der Konsum-, Bau- und Sparverein „Produktion“ eGmbH, Hamburg, im Jahre 1899.
Im Jahr 1905 hat von Elm auf dem 5. Gewerkschaftskongress in Köln als erster versucht, die beiden Bewegungen Konsumgenossenschaften und Gewerkschaften als die beiden großen sozialwirtschaftlich und sozialpolitisch bedeutsamen Massenorganisationen auf eine Grundlage zu stellen. Der Kongress empfahl nach dem Referat von von Elm den Gewerkschaftsmitgliedern den Beitritt in die Konsumgenossenschaften. Eine Empfehlung bezüglich der SPD wurde in diesem Zusammenhang nicht gegeben, da die konsumgenossenschaftlichen Grundsätze eine parteipolitische Neutralität vorsahen. Doch praktisch war mit diesem Beschluss das Drei-Säulen-Kartell von SPD, Sozialistischen Gewerkschaften und der Konsumgenossenschaftsbewegung der Hamburger Richtung endgültig besiegelt.
Von Elm war ein Gründer der gewerkschaftlich-genossenschaftlichen Versicherungs-Aktiengesellschaft Volksfürsorge, deren erster Vorstand er mit Friedrich Lesche wurde. Die Volksfürsorge nahm am 1. Juli 1913 ihren Geschäftsbetrieb auf. Adolph von Elm starb 1916 an seinem Schreibtisch.
Sein ganzes Leben verbrachte er damit, die Lage der Arbeiter zu verbessern. Ein Meilenstein dabei war die Gründung der „Volksfürsorge“, der ersten genossenschaftlichen Versicherung. Die Methoden der Branche waren bis dahin ein einziger Skandal – denn die Lebensversicherungen erloschen, sobald jemand mit den Beiträgen in Rückstand geriet. Das mühsam in kleinen Raten angesparte Kapital zogen die Gesellschaften einfach ein. Allein im Jahr 1909 verfielen so Versicherungen im Wert von 148 Millionen Mark – heute wäre das ein Milliardenbetrag. Entsprechend lukrativ war das Geschäft, was den erbitterten Widerstand gegen die Volksfürsorge erklärt. Als das „Kaiserliche Aufsichtsamt für Privatversicherungen“ 1912 die Gründung der neuen Versicherung genehmigte, forderte der Lobbyist Wolfgang von Kapp (der 1920 Initiator eines rechten Putschversuchs gegen die Weimarer Republik wurde) den Präsidenten der Behörde zum Duell, was dieser geflissentlich ignorierte.
Der Gründer der Produktion, Adolph von Elm, wollte den Kapitalismus durch Genossenschaften überwinden. „Nur durch den Zusammenschluss aller derer, die unter dem Joche des Kapitalismus leiden, in einer einheitlichen Konsumentenorganisation kann das Ziel erreicht werden!. Nicht ruhen noch rasten darf, wer den Kapitalismus wirtschaftlich bekämpfen will; das Wüten der Scharfmacher in Hamburg gegen die Produktion beweist, dass sie auf dem rechten Wege ist, Die Produktion hat der Arbeiterschaft Hamburgs mehr gegeben, als Worte zu sagen vermögen: den Glauben an ihre Kraft!“
Die Arbeitslosenunterstützung hat jahrzehntelang in der gewerkschaftlichen Diskussion eine zentrale Rolle gespielt. Die einen, wie von Elm, hielten sie für unverzichtbar als eine gewerkschaftliche Leistung zur Sicherung der Kampffähigkeit der Arbeiterschaft, so von Elm „Wenn der Hunger zur Tür hinein tritt, fliegt das Prinzip zum Fenster hinaus“. Dafür war er auch bereit höhere Gewerkschaftsbeiträge in Kauf zu nehmen. Demgegenüber stand die Meinung, die vor allem Hermann Molkenbuhr vertrat, dass die Arbeitslosenversicherung nur als staatliche Pflichtversicherung realisierbar sei. Die Konzeption von Molkenbuhr wurde 1927 mit dem Gesetz über Arbeitsvermittlung und Arbeitslosenversicherung (AVAVG) realisiert.
Er war über 30 Jahre mit der Genossenschafterin und Gewerkschafterin Helma Steinbach politisch verbunden und befreundet, mit der er in einer Lebenspartnerschaft lebte.
Eine lebendige Charakterisierung des Paares Steinbach – von Elm findet sich in der Biografie von Paul Frölich, des späteren Kommunisten, der auch der Hamburger Sozialdemokratie entstammte. „Großen Respekt flößte Adolph von Elm ein. (...) Wohl war er Reformist, aber er hatte einen kämpferischen Geist und war vollkommen mit der Arbeiterklasse verwachsen, eine starke, geschlossene Persönlichkeit. Jedes Wort, das er sagte, war durchdacht, frei von jeder Phrase, und ließ doch die Leidenschaft dahinter spüren. Er war ein großer Organisator. Die Hamburger Konsumgenossenschaft 'Produktion' ist vor allem sein Werk. Ein sonderbares Widerspiel zu ihm war seine Frau, Helma Steinbach. Sie machte einen verschrobenen Eindruck, war exaltiert und aggressiv wie eine Suffragette. Das Genossenschaftswesen verfocht sie nicht mit dem nüchternen Utilitarismus des gewöhnlichen Propagandisten, sondern leidenschaftlich als das Ideal einer Menschheitserneuerung. Gustav Stengele verfolgte sie mit giftigem Hass und schüttete in seinen Wochenplaudereien (in der SPD-Zeitung 'Hamburger Echo') oft seine ganze Galle über sie aus. Das bewirkte zunächst, dass sie für mich 'erledigt' war. Doch bei verschiedenen Gelegenheiten merkte ich dann, dass die verschrobene Alte, die so oft das Lachen herausforderte, eine echte, der Sache und ihren eigenen Utopien tief ergebene Kämpferin war, dass sie eine hohe geistige Kultur und künstlerisches Empfinden besaß. Ich habe sehr bedauert, dass Alter und politische Anschauungen enger persönliche Beziehungen zu diesem prächtigen Paar verhinderten.“

## Ehrungen

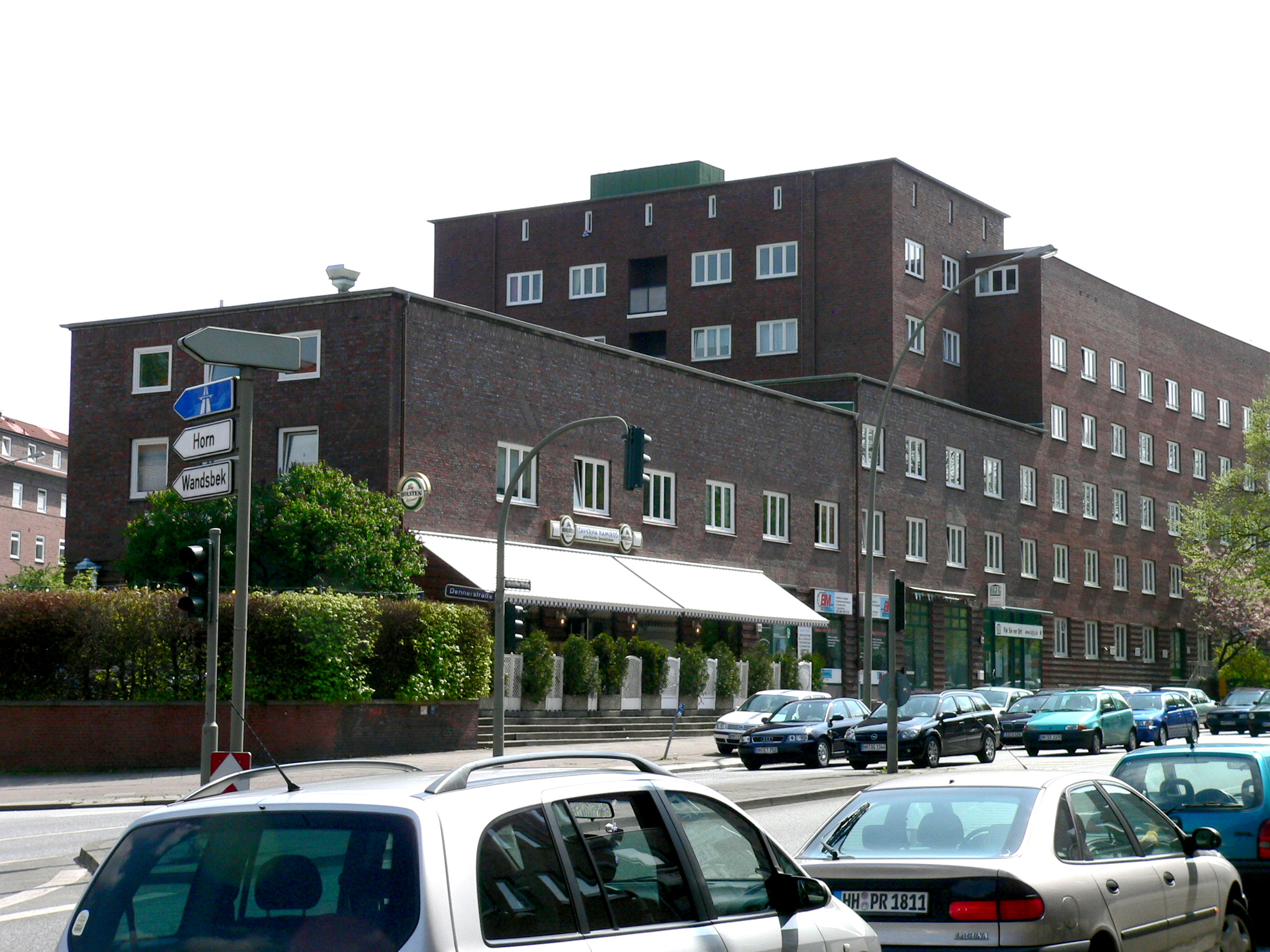
Adolf-von-Elm-Hof in Barmbek

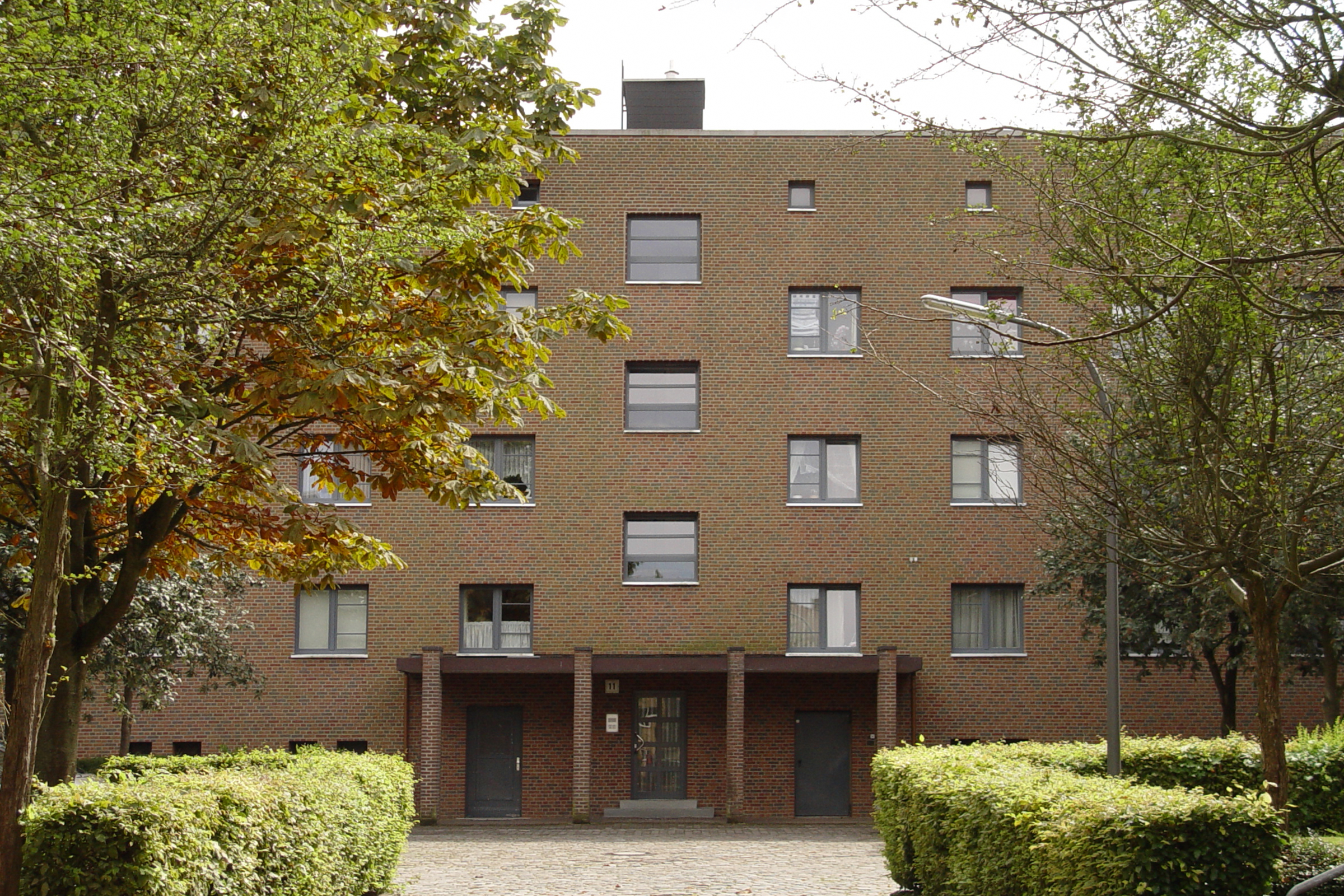
Adolf-von-Elm-Hof in Hamburg-Eißendorf

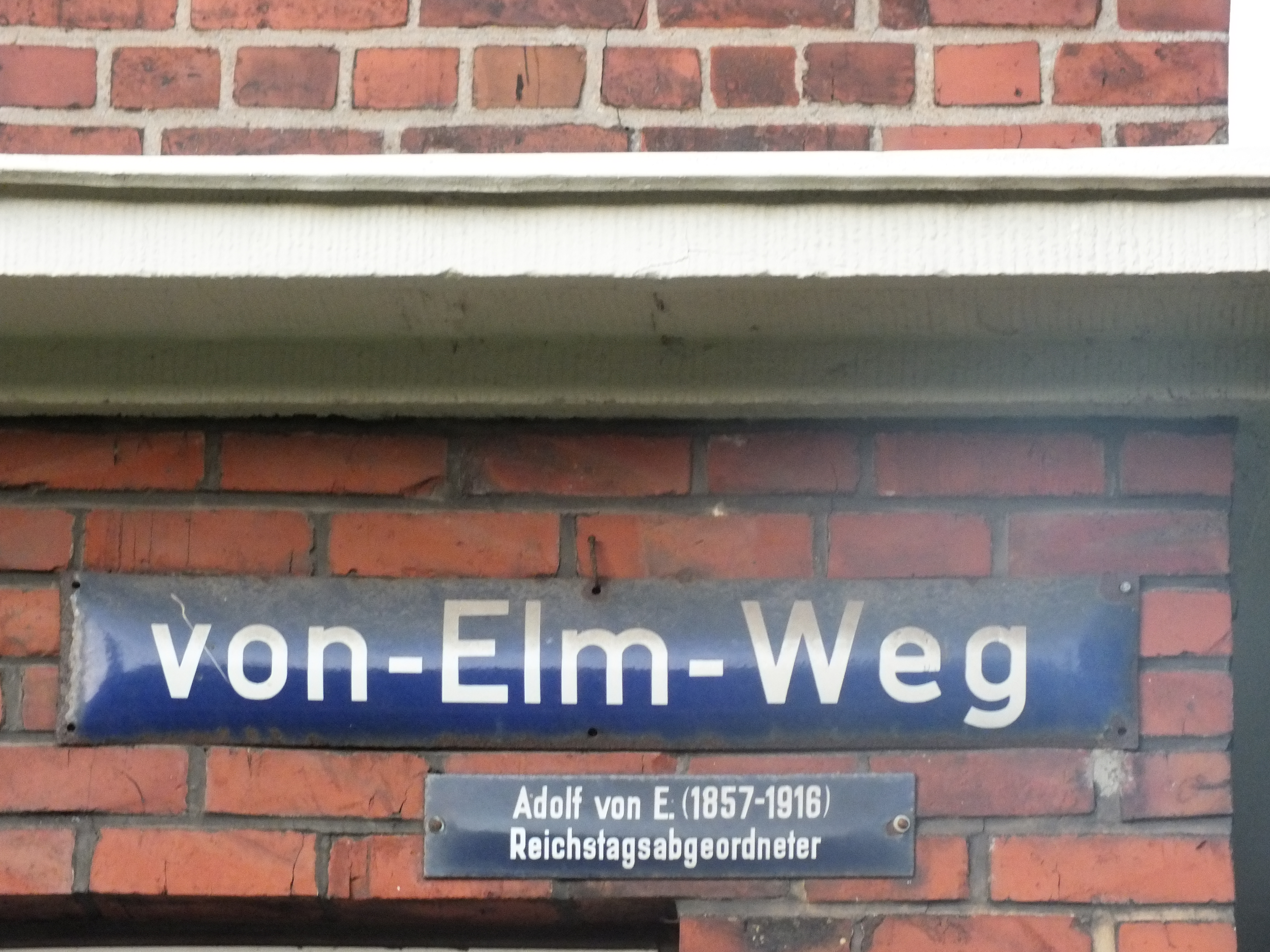
Straßenschild von-Elm-Weg in Hamburg-Horn

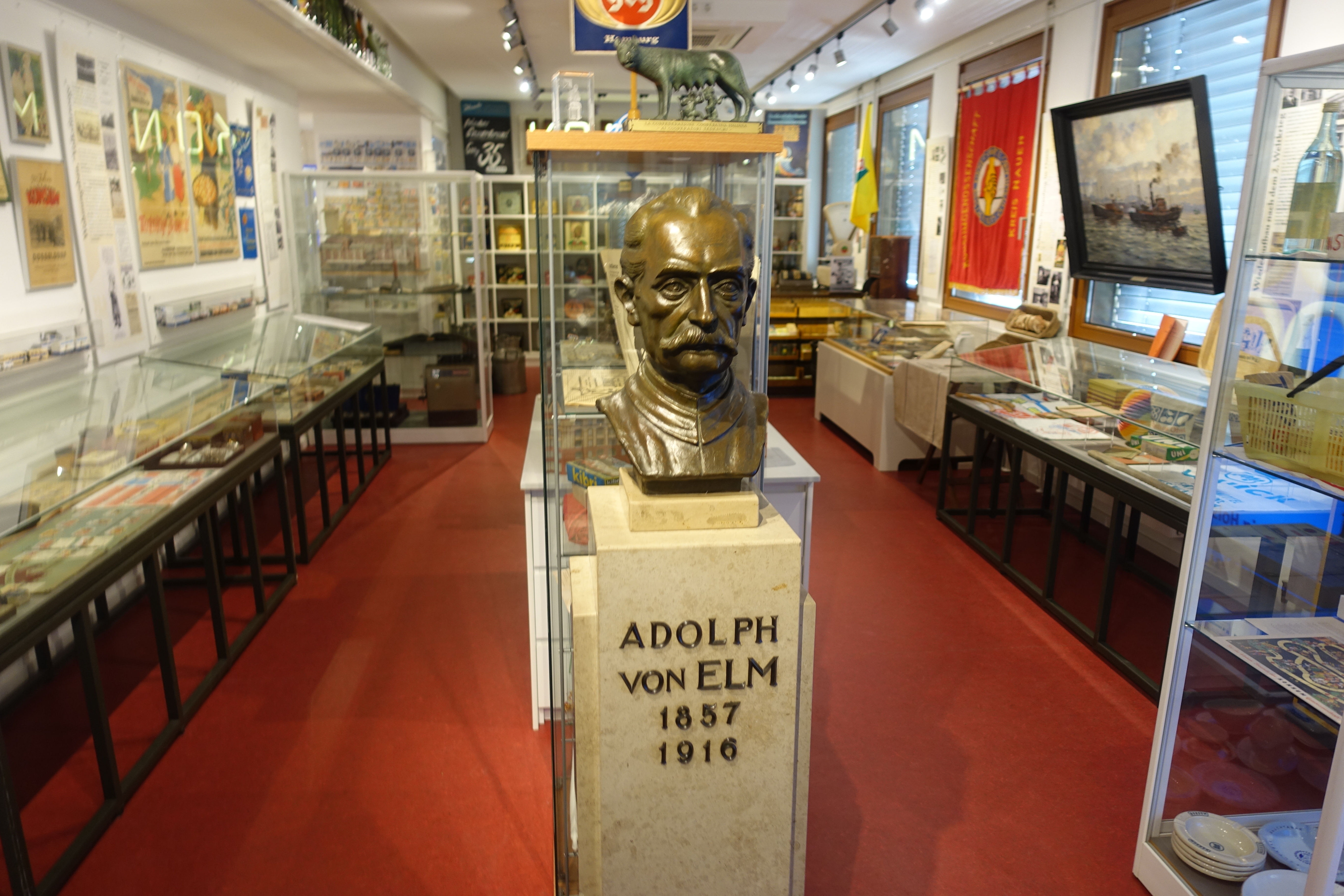
Adolph von Elm-Büste stand vor der Hauptverwaltung der Volksfürsorge in Hamburg – jetzt im Hamburger Genossenschaftsmuseum

- In Hamburg-Horn wurde am 16. Juli 1929 (erneute Namensgebung am 25. Oktober 1945) der Von-Elm-Weg, am 25. Oktober 1945 die Straße Elmtwiete, und außerdem der Von-Elm-Stieg[8] nach ihm benannt. Der Von-Elm-Stieg wurde im Oktober 2024 in Angelika-Landwehr-Stieg umbenannt. Die Elmtwiete gibt es seit 2020 wieder, sie ist eine Wohnstraße in den „Washington-Höfen“ der SAGA. Die 1940 gebauten Häuser wurden abgerissen und darauf ein neues Wohnquartier errichtet. Im Oktober 2024 wurde der Von-Elm-Stieg umbenannt. Seit dem 10. Oktober 2024 trägt er den Namen Angelika-Landwehr-Stieg. Benannt nach der Gründerin des ortsansässigen Theaters „Das Zimmer“ (ehemals: Theater in der Washingtonallee)
- Der Adolf-von-Elm-Hof heißt eine Wohnanlage, die 1926/27 erbaut wurde; Architekt war Friedrich Richard Ostermeyer. Sie liegt im Bezirk Hamburg-Nord an der Fuhlsbüttler Straße[9]
- In Hamburg-Harburg-Eißendorf gibt es seit 1928 die Straße Adolf-von-Elm-Hof mit Wohnanlage einer Baugenossenschaft.[10]
- In Oranienburg-Eden gibt es das Adolph von Elm Institut für Genossenschaftsgeschichte e. V.